# Teratoclytus plavilstshikovi
Teratoclytus plavilstshikovi är en skalbaggsart som beskrevs av Dmytro Zajciw 1937.

## Etymologi
Namnet plavilstshikovi är en hyllning till entomologen Nikolaj Nikolajevitj Plavilsjtjikov.

## Taxonomi och släktskap
Teratoclytus plavilstshikovi ingår i släktet Teratoclytus och familjen långhorningar.

## Utbredning
Artens utbredningsområde inkluderar Sibirien, Japan, Koreahalvön och provinsen Shaanxi i Kina.